# Giōrgos Tzelilīs
Giōrgos Tzelilīs, all'anagrafe Agim Xhelili ( Γιώργος Τζελίλης; Valona, 13 gennaio 1973), è un sollevatore greco di origine albanese, medagliato mondiale ed europeo, che ha gareggiato nelle categorie dei pesi gallo e pesi leggeri.

## Carriera
Gareggiando per la Grecia, ai campionati mondiali vinse tre medaglie d'argento tra il 1998 e il 2001. Ai campionati europei vinse una medaglia di bronzo nel 1994 e una d'argento nel 2002. Partecipò ai Giochi olimpici di Atlanta nel 1996, piazzandosi al quarto posto. Ai Giochi del Mediterraneo vinse una medaglia d'argento nel 1993 nel totale e una d'oro a Bari nel 1997 nello slancio.
Fu sposato dal 1997 al 2002 con la giavellottista Miréla Manjani.